# Pesi medi (MMA)
La divisione dei pesi medi nelle arti marziali miste si riferisce ad un numero di differenti classi di peso:
- L'UFC e l'ex Strikeforce middleweight division comprendono lottatori tra i 77,5 e gli 84 kg (da 171 a 185 libbre).
- La divisione middleweight Dream limita i lottatori fino agli 84 kg (da 171 a 185 libbre)
- La SRC middleweight division comprendeva lottatori fino a 183 libbre ora portate a 185.
- La Pancrase middleweight division comprendeva lottatori fino a 181 libbre ora portate a 185.
- La Shooto middleweight class comprende lottatori tra i 70 e gli 76 kg (da 155 a 167 libbre)
- L'ex Pride Fighting Championships comprendeva lottatori fino a 93 kg (205 libbre)

## Ambiguità e chiarificazioni
Per un desiderio di uniformità molti siti web che trattano le arti marziali miste adottano la definizione di peso compresa tra i 77,5 e gli 84 kg (171 e 185 libbre) per i pesi medi. Questa comprende l'ex PRIDE welterweight division e la Shooto light heavyweight division con lo stesso peso limite. L'ex middleweight division utilizzata nella UFC che comprendeva atleti tra gli 84 e i 93 kg (186 e 205 libbre) è ora chiamata Light Heavyweight division.
Il limite massimo di 84 kg è stato definito dalla Commissione Atletica dello stato del Nevada.

## Campioni attuali
| Organizzazione | Inizio regno     | Campione              | Record | Evento                           | Difese |
| -------------- | ---------------- | --------------------- | ------ | -------------------------------- | ------ |
| UFC            | 20 gennaio 2024  | Dricus Du Plessis     | 21-2   | UFC 297                          | 0      |
| Bellator       | 23 ottobre 2015  | Rafael Carvalho       | 12-1   | Bellator 144                     | 0      |
| WSOF           | 29 marzo 2014    | David Branch          | 15-3   | WSOF 10: Branch vs. Taylor       | 1      |
| ONE FC         | 7 novembre 2014  | Igor Svirid           | 10-1   | One FC 22: Battle of Lions       | 0      |
| KSW            | 3 giugno 2023    | Paweł Pawlak          | 24-4-1 | KSW 83: Colosseum 2              | 2      |
| M-1 Global     | 7 settembre 2014 | Vyacheslav Vasilevsky | 25-2   | M-1 Challenge 51: Fightspirit    | 0      |
| Cage Warriors  | 7 giugno 2014    | Jack Hermansson       | 9-2    | Cage Warriors 69: Super Saturday | 1      |

## Divisione pesi MMA
| Nome classe di peso | Limite massimo      | Limite massimo | Categoria    |
| Nome classe di peso | in chilogrammi (kg) | in libbre (lb) | Categoria    |
| ------------------- | ------------------- | -------------- | ------------ |
| Pesi atomo          | 48                  | 105.8          | Donna        |
| Pesi paglia         | 52                  | 114.6          | Donna        |
| Pesi mosca          | 57                  | 125.7          | Uomo / Donna |
| Pesi gallo          | 61.5                | 135.6          | Uomo / Donna |
| Pesi piuma          | 65.5                | 144.4          | Uomo / Donna |
| Pesi leggeri        | 70                  | 154.3          | Uomo         |
| Pesi welter         | 77                  | 169.8          | Uomo         |
| Pesi medi           | 84                  | 185.2          | Uomo         |
| Pesi mediomassimi   | 93                  | 205.0          | Uomo         |
| Pesi massimi        | 120                 | 264.6          | Uomo         |
| Openweight          | -                   | -              | Uomo / donna |